# Kreuzigungsbildstock (Euerfeld, 1565)

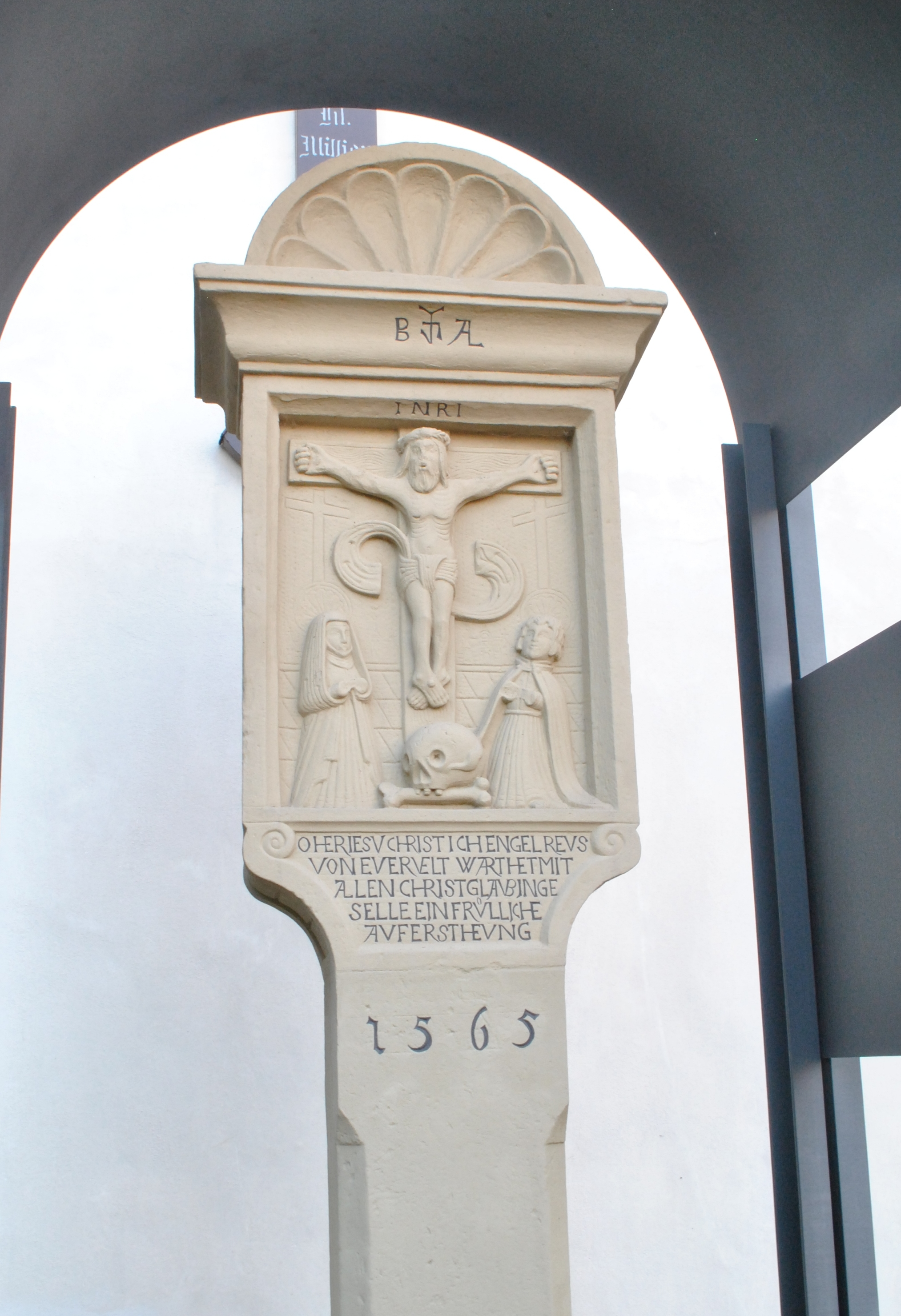
Der Bildstock an der Kirche in Euerfeld

Der Kreuzigungsbildstock aus dem Jahr 1565 in Euerfeld ist die älteste Marter im Dettelbacher Ortsteil. Sie befindet sich heute neben der Michaelskirche in der Kirchstraße 21.

## Geschichte
Der Bildstock entstand, wie eine Inschrift am Stock verrät, im Jahr 1565. Als Stifter hat sich „ICH ENGEL REVS VON EVERFELT“ auf der Predella verewigt. Engel wurde im 16. Jahrhundert als Kurzform des Namens Engelbert verwendet. Der Euerfelder Bildstock ähnelt einem 50 Jahre älterem Objekt, das sich heute in Dettelbach am Sommeracher Weg erhalten hat. Der Dettelbacher Historiker Hans Bauer geht deshalb davon aus, dass der Euerfelder Bildhauer das Dettelbacher Vorbild nachahmte.
Die Identität des Stifters ist noch heute umstritten, das auf dem Bildstock erhaltene Wappen mit einem Karst und einem Ährenbündel deuten jedoch darauf hin, dass Reus Weinbau trieb und auch von der Landwirtschaft lebte. Das Steinmetzzeichen des Bildhauers sowie seine Initialen BA haben sich auch am Kitzinger „Leidenhof“ von 1545 in der Ritterstraße erhalten. Außerdem arbeitete er wohl auch an der Pfarrkirche von Eibelstadt mit. Der Bildstock wurde im Jahr 2010 vom Ochsenfurter Steinmetz Siegfried Scheder renoviert. Er wird vom Bayerischen Landesamt für Denkmalpflege als Baudenkmal eingeordnet.

## Beschreibung
Der Bildstock weist Formen der Spätgotik auf. Er besitzt einen breiten, rechteckigen Schaft, auf dem ein ausladender Aufsatz angebracht wurde. Im Zentrum des Aufsatzes ist eine Kreuzigungsszene mit zwei Assistenzfiguren zu sehen. Darüber brachte man ein breites Gesims an, das in einem ausladenden Rundbogen mit Muschelornament ausläuft. Die Rückseite wird von einer Inschrift eingenommen, die in einer spitzbogigen und profilierten Nische angebracht wurde. Hier ist auch in der Predella das Stifterwappen zu finden. Der Bildstock wurde 2010 vom Dettelbacher Kunstschmied Raimund Sauer mit einer metallenen Überdachung umgeben.
Zwei große Inschriftentexte prägen den Stock. Vorne ist der Stiftertext in der Predella zu lesen. Er lautet: „O HER IESV CHRIST ICH ENGEL REVS VON EVERFELT WARTHET MIT ALEN CHRISTGLAVBIGE SELLE EIN FRVLLICHE AVFERSTEVNG“. Die Rückseite ist von einem Sinnspruch aus dem Matthäusevangelium beherrscht: „O HER IESVS CHRIST WARER MENSCH VD GOT DV HAST DVRCH VNSERD VILLEN GELITE MARTER ANGST VN SPOT VN BIST FVR VNS ARME SVNDER AM KREVCZ GESTORBE VND HAST VNS DES HIMMELISCHE VATERS HOLT ERWORBEN WIR BIT DVRCH DAS BITTER LEIDEN DEIN DV WOLST VNS ARMEN SVNDER GENEDIG SEIN AMEN MA II“.